# 核爆炸
核爆炸，一般是指核子武器在引爆時能量迅速释放的現象，現時的核子武器可分為威力較弱的裂变炸弹和威力較強的熱核炸弹。裂变炸弹的威力主要來自核裂变鏈式反應。雖然這樣說，不少裂变炸弹設计也會在能維持核分裂鏈式反應的材料（例如鈽-239）制成的炸彈核心的空心位置充入氚氣，利用氚在炸彈爆炸時發生的核融合反應產生的快中子，使不能維持核分裂鏈式反應的鈾-238中子反射層進行核分裂，增加炸彈威力。而熱核炸弹的威力則來自核裂变和核聚变这两者的多级串联组合所引发，這種多级串联组合的設計通常不要求各級的核反应維持自身的連鎖效應。
各種核爆裝置除了被用作軍事用途外，核爆炸本身也具有科研價值。历史上，一些国家曾将核爆炸用于和平用途，如美国的“犁铧计划”和苏联的“国民经济核爆炸”。